# František Malý (malíř)
František Malý, křtěný František Josef (10. března 1900 Litomyšl – 22. června 1980 Brno), byl český malíř, krajinář, grafik, scénograf, textilní výtvarník a pedagog.

## Život
František Malý se narodil v Litomyšli v rodině cukráře Františka Malého a jeho ženy Hermíny rodem Lormanové, dcery policejního inspektora. Po získání základního vzdělání nastoupil v patnácti letech na Průmyslovou textilní školu do Ústí nad Orlicí, kde studoval v letech 1915–1917. V roce 1917 odešel do Prahy kde se školil v letech 1917–1921 na Uměleckoprůmyslové škole, nejprve v ateliéru prof. Jana Beneše a poté ještě u prof. Františka Kysely.
Po zdárném ukončení studia odešel František Malý do Bratislavy, kde se stal vedoucím uměleckým návrhářem gobelínových dílen Společnosti uměleckého průmyslu, kde setrval na této pozici do roku 1925, aby v následujícím roce převzal jako umělecký vedoucí dílny československého lidového uměleckého průmyslu Detva, taktéž v Bratislavě, kde působil do roku 1933. Pedagogicky působil v letech 1929–1934 na bratislavské Večerní škole uměleckých řemesel, kde externě učil oděvní a textilní kreslení, dále v témže městě na Škole uměleckých řemesel a dalších školách. Po návratu do Čech krátce vyučoval na Škole uměleckých řemesel v Praze a od roku 1939 žil v Brně, kde v letech 1939–1950 vyučoval na tehdejší Škole uměleckých řemesel.
Od roku 1945 se zabýval i scénografií a textilním výtvarnictvím. Byl členem Umělecké besedy slovenské, Skupiny výtvarných umělců v Brně, brněnského SVU Aleš a SVU Mánes. 
František Malý zemřel v Brně v červnu roku 1980 a následně byl pohřben na brněnském ústředním hřbitově.
Malíř byl ve své volné tvorbě ovlivněn secesí, impresionismem a později kubismem, surrealismem a v neposlední řadě také poetismem. Zachycoval krajiny, městské motivy, zátiší, akty, rostliny a živočichy.

## Výstavy

### Autorské
- 1943 František Malý: Obrazy a kresby, Galerie Jos. R. Vilímek, Praha
- 1958 František Malý: Obrazy a kresby 1956-1958, Dům umění města Brna, Brno
- 1965 František Malý: Monotypy, kombinované grafické techniky, textil 1963 - 1965, Kabinet grafiky, Brno
- 1967 František Malý: Obrazy, kresby 1926 - 1935, grafika 1963 - 1965, Slovenská národná galéria, grafický kabinet, Bratislava
- 1968 František Malý: Obrazy a kresby, Galerie Jaroslava Krále, Brno
- 1973 František Malý, Oblastní galerie Vysočiny v Jihlavě, Jihlava
- 1976 František Malý: Obrazy, kresby, grafika, Dům umění města Brna, Brno
  - František Malý: Obrazy, kresby, grafika, Horácká galerie v Novém Městě na Moravě, Nové Město na Moravě
- 1980 František Malý: Užitá tvorba, Dům pánů z Kunštátu, Brno

## Dílo

### Vydané knihy
- 1944 Kouzelný vlak, Jíchovo nakladatelství (Joža Jícha), Brno
- 1946 Nadčlověk a nadnárod, Klub Topas Kounicových kolejí, Brno

## Zastoupení ve sbírkách
- Alšova jihočeská galerie
- Galerie výtvarného umění v Ostravě
- Moravská galerie v Brně
- Obrazová galerie Znovín
- Slovenská národná galéria

### Adresáře
- 1929 Adresář výtvarných umělců československých, Syndikát výtvarných umělců československých
- 1937 Adresář výtvarných umělců československých, Syndikát výtvarných umělců československých